# Pterogonium procurrens
Pterogonium procurrens là một loài Rêu trong họ Leucodontaceae. Loài này được Mitt. mô tả khoa học đầu tiên năm 1864.